# Стоил войвода (село)
Стоѝл войвòда е село в Югоизточна България, община Нова Загора, област Сливен.

## География
Село Стоил войвода се намира на около 37 km югозападно от областния център град Сливен, около 4 km юг-югозападно от общинския център град Нова Загора и около 30 km изток-североизточно от град Стара Загора. Разположено е в Старозагорското поле на Горнотракийската низина. Селото е с равнинен релеф, надморската височина в центъра му е около 135 m. Климатът е преходно-континентален; почвите в землището са преобладаващо смолници и лесивирани.
Общински път от село Стоил войвода на североизток прави връзка в южния край на Нова Загора с: второкласния републикански път II-55; третокласния републикански път III-554, водещ на юг до връзка с автомагистрала „Тракия“ и нататък към село Дядово, връзка с автомагистрала „Марица“ и връзка с първокласния републикански път I-8. Общинският път от Стоил войвода на запад води през селата Загорци и Събрано към селата Бенковски, Хан Аспарухово и други.
Землището на село Стоил войвода граничи със землищата на: град Нова Загора на север; село Езеро на изток; село Дядово на югоизток; село Загорци на юг и югозапад; село Караново на запад.
В землището на село Стоил войвода, южно от автомагистралата, има микроязовир (рибарник) (поземлен имот с кадастрален идентификатор 69314.75.280).

## Население
Населението на село Стоил войвода, наброявало 1598 души при преброяването към 1934 г., намалява постепенно до 604 (по служебен документ на НСИ от 2022-12-31) към 2022 г.
При преброяването на населението към 1 февруари 2011 г., от обща численост 661 лица, за 283 лица е посочена принадлежност към „българска“ етническа група, за 137 – към „ромска“, за 4 – „не се самоопределят“ и за 236 – „не отговорили“, а за принадлежност към „турска“ и „други“ не са посочени конкретни данни. Там има значителна група тракийски калайджии, които започват да се заселват в селото през 60-те години на XX век.

## История
В землището на селото са открити следи от римско селище.
Селото е споменато в османотурски регистри от 15 век под името Йенидже кьой.
След Руско-турската война (1877 – 1878 г.) по Берлинския договор 1878 г. селото – носещо име Индже кьой (Ендже кьой), остава в Източна Румелия; присъединено е към България след Съединението 1885 г., а през 1906 г. е преименувано на Стоил войвода.
Строежът на църквата „Свети Архангел Михаил“ в село Ендже кьой (Стоил войвода) е завършен през 1858 г.; осветена е през 1860 г. През Руско-турската война (1877 – 1878 г.) църквата и селото са изцяло опожарени. В годините след Освобождението църквата е възстановена и изографисана, построен е нов иконостас. Църковната камбанария от камък в западния край на църковния двор е построена с дарения от селяните през 1885 г. Църквата е отново осветена от старозагорския митрополит Методий Кусев. През 1942 г. ѝ е направен нов значителен ремонт.
Училище в селото – според местни предания, е имало от 1854 г. в сграда в частен двор и с малък брой ученици, предимно момчета, получавали в училището елементарна грамотност. По-късно това (начално) училище се премества в църковния двор. Около 1890 г. е построена училищна сграда. През 1921 г. към началното училище се открива непълна прогимназия с I и II прогимназиален клас. През 1926 г. началното училище и прогимназията се сливат. През 1937 г. е построена нова училищна сграда, която се ползва от учебната 1939/1940 г. През 1987 г. е построен и физкултурен салон.
Читалището в село Ендже кьой (Стоил войвода) е създадено през 1875 г. – според една дописка, поместена в издаваното в Цариград списание „Източно време“ („Источно време“) от август 1875 г. През 1875 г. читалището е основано от група будни местни учители – просветители. Към читалището е открита и малка библиотечна сбирка с книги и печатни материали, дарени от местното население. Освен библиотека към читалището е сформирано просветителско дружество и театрална група. През 1905 г. читалището е наименувано „Искра“. През 1997 г. читалището се регистрира като самостоятелна юридическа единица. Народно читалище „Искра“ е юридическо лице с нестопанска цел, културно-просветна дейност, развитие и обогатяване на културния живот на селото, запазване на обичаите и традициите на българския народ, разширяване на знанията на гражданите и приобщаването им към ценностите и постиженията в науката, изкуството и културата. Към читалището през 2002 г. се създава група „Ромà“, която изпълнява типични за ромската общност песни, танци и обичаи. Всяка година читалището организира, подготвя и провежда десетдневка по случай празника на селото „Свети Архангел Михаил“. Включват се изложби на местни художници и приложници, спортни прояви и надпявания. В читалищната библиотека книжният фонд наброява около 13000 тома. Има обособена читалня, отдели за детска, ученическа и методическа литература.
Потребителна коперация „Напредък“ в село Стоил войвода съществува от 1911 г., регистрирана под наименованието „Земеделско спестовно заемно сдружавание“. Първоначално развива съвсем ограничена дейност, а след Първата световна война преустановява своето съществуване. През 1925 г. отново е открита, но и тогава дейността ѝ е твърде слаба поради недостатъчни финансови средства. Основна задача на кооперацията е да кредитира членовете си за стопански нужди, да развива и засилва сред тях спестовността, да организира за сметка на членовете си или за своя сметка доставки на стопански потреби, общи продажби, общи преработки на селскостопански продукти и други. През 1930 г. тя открива потребителен магазин, а през 1935 г. – млекопреработвателно заведение. През 1937 г. кооперацията закупува място за кооперативен дом, който започва да изгражда и завършва през 1940 г. След 9 септември 1944 г. кооперацията се разраства и през 1946 г. към нея се открива отдел за колективна обработка на земята, който по-късно прераства в самостоятелно Трудово кооперативно земеделско стопанство. След 1960 г. кооперацията набира свои членове и от селата Дядово и Езеро. Кооперацията в село Стоил войвода действа до 1980 г.
Трудово кооперативно земеделско стопанство – село Стоил войвода е образувано през 1950 г. чрез отделяне в самостоятелна единица с 2262 ha обработваема земя на отдел „ТКЗС“ на потребителната кооперация „Напредък“. През 1959 г. трите стопанства от селата Стоил войвода, Езеро и Дядово се обединяват в едно Обединено ТКЗС (ОТКЗС) със седалище село Стоил войвода и филиали в трите села. През 1970 г. ОТКЗС се включва в Аграрно-промишления комплекс – Нова Загора. След поредица реорганизации през следващите години, на 23 ноември 1989 г. е учредено Кооперативно земеделско стопанство (КЗС) – село Стоил войвода. От 1 май 1992 г. е назначен от Областния управител Ликвидационен съвет и са разпуснати общото събрание на КЗС, управителния и контролния съвети и е освободен председателят на КЗС. Всички функции на тези бивши органи са предоставени изцяло на Ликвидационния съвет. През 1995 г. по разпоредби в ЗСПЗЗ дейността на ликвидационните съвети е прекратена и стопанството е заличено в регистъра на окръжния съд.

## Религии
Основната религия в селото е източноправославната.

## Обществени институции
Село Стоил войвода към 2023 г. е център на кметство Стоил войвода.
В село Стоил войвода към 2023 г. има:
- действащо читалище „Искра – 1875“;[21][22]
- действащо читалище „Надежда – Стоил войвода“ (не са посочени година на създаване и наличие на годишни информационни карти);[23]
- действащо общинско основно училище „Свети Паисий Хилендарски“;[24]
- православна църква „Свети архангел Михаил“;[25]
- Целодневна детска градина;[26]
- пощенска станция.[27]

## Забележителности
Запазена е сградата на класното училище в село Стоил войвода.
В селото има паметник на загиналите във войните 1912 – 1918 г. (Балканска война, Междусъюзническа война и Първа световна война).

## Личности

### Родени в село Стоил Войвода
- Стоил войвода – български революционер.
- Петко Енев (1889 – 1925) – деец на БКП, ръководител на Септемврийското въстание в Новозагорско.
- Никола Динев, роден на 18 октомври 1953 г. Спортист. Борец-класически стил. Категория тежка. Двукратен световен и петкратен европейски шампион. Носител е на Златния пояс на „Никола Петров“.
- Ради Славов (р. 1921), български политически офицер, генерал-майор
- Доньо Павлов Петров р.1932 г. Завършва военно въздушно училище в Долна Митрополия. Има 35 години летателна дейност. Полковник.

### Починали в село Стоил Войвода
- Добри Добрев (1926 – 2004), български офицер, генерал-лейтенант